# Costa di Dufek
La costa di Dufek (84°30′S 179°00′W) è una porzione della costa della Dipendenza di Ross, in Antartide. In particolare, la costa di Dufek si estende dietro parte del margine sudoccidentale della Barriera di Ross, precisamente tra il picco Morris (84°56′S 167°22′W), sul lato orientale del ghiacciaio Liv, a est, e il picco Airdrop (83°45′S 172°45′E) sul versante orientale del ghiacciaio Beardmore, a ovest, e confina a est con la costa di Amundsen e a ovest con la costa di Shackleton.

## Storia

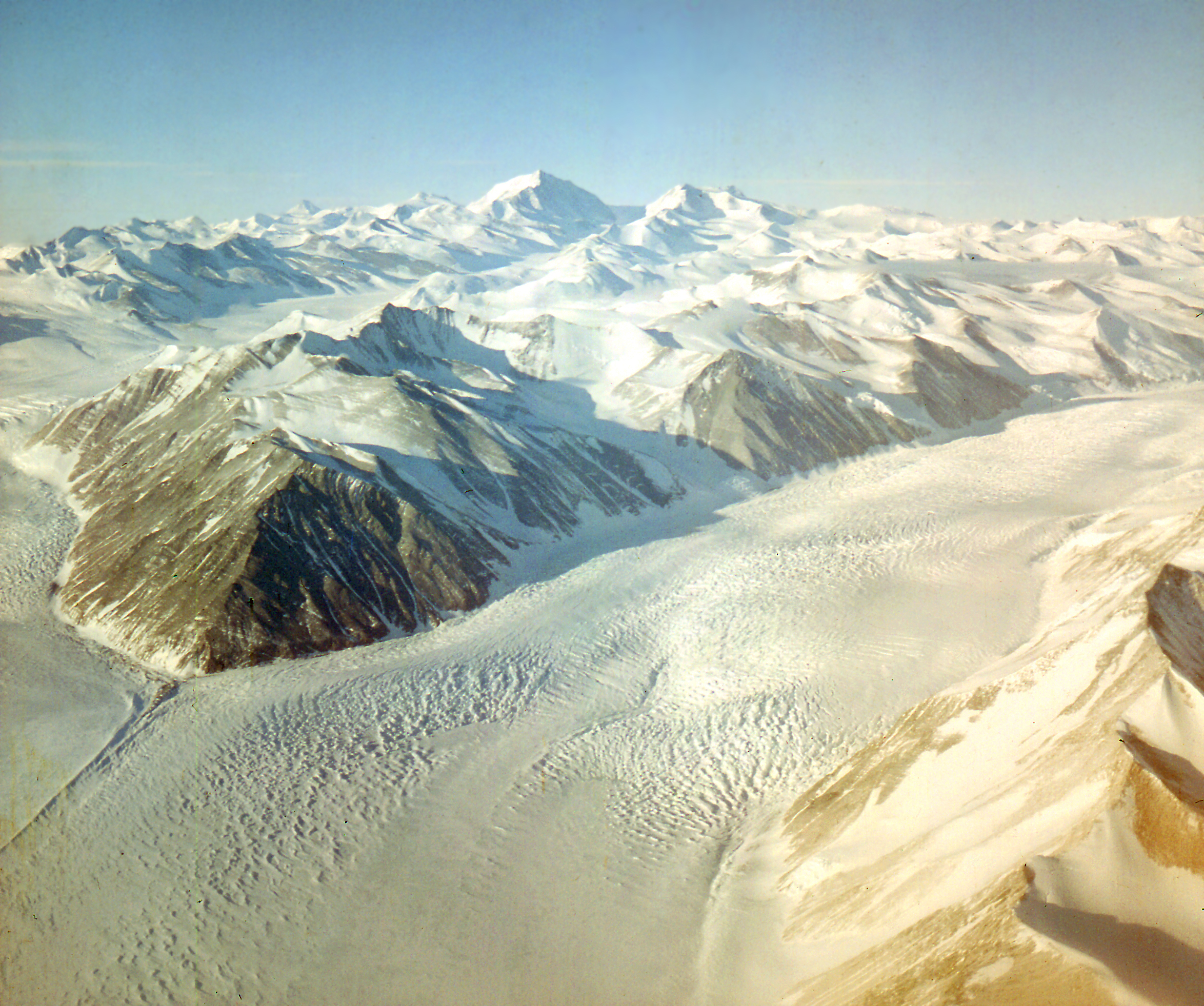
Vista del ghiacciaio Beardmore, nella costa di Dufek, durante l'estate australe 1956-1957.

Questo tratto di costa è stato così rinominato nel 1961 dal Comitato neozelandese per i toponimi antartici in onore del contrammiraglio della marina militare statunitense George J. Dufek, che fu al comando del contrammiraglio Richard Evelyn Byrd durante le operazioni del Programma Antartico degli Stati Uniti d'America dal 1939 al 1941 e che fu comandante della task force orientale durante l'operazione Highjump, 1946-47. Dufek fu inoltre comandante della forza navale statunitense di supporto di Antartide dal 1954 al 1959, anni in cui furono costruite le basi di ricerca McMurdo, Little America V, Byrd, Amundsen-Scott, Wilkes, Hallett ed Ellsworth. Le navi, i velivoli e il personale al suo comando fornirono supporto logistico alle operazioni di ricerca e di esplorazione, inclusa quella aerea, praticamente in ogni zona del continente antartico. Il 31 ottobre 1956, Dufek, a bordo del velivolo Que Sera Sera, un R4D Skytrain opportunamente equipaggiato e pilotato dal tenente comandante Conrad Shinn, partì dallo stretto di McMurdo ed effettuò il primo atterraggio al Polo Sud.